# Epidemia dżumy na Madagaskarze
Epidemia dżumy na Madagaskarze wybuchła w sierpniu 2017 i rozszerzyła się gwałtownie, przy czym około 2/3 przypadków przenoszone było w postaci płucnej z osoby na osobę. Liczba ofiar wynosząca 124 do 20 października przekroczyła liczbę ofiar epidemii z roku 2014. Ponad połowę przypadków odnotowano w stolicy kraju, Antananarywie oraz głównym porcie Toamasina, największych miastach Madagaskaru. Dziewięć pobliskich krajów uznano za zagrożone podobną epidemią. Szczyt epidemii przypadł na środek października, od tego czasu liczba nowych przypadków zaczęła spadać. Typowy szczyt w liczbie zachorowań na dżumę w skali roku przypada na grudzień i utrzymuje się na wysokim poziomie do kwietnia.
2 listopada moderator ProMED-mail wyraził zdziwienie znaczącą rozbieżnością w liczbie zgłaszanych przypadków i zgonów, szczególnie uwzględniając stosunkowo niską śmiertelność wynoszącą 8% (typowo przy dżumie w formie płucnej – 60%). Artykuł Światowej Organizacji Zdrowia podał ponad 1800 przypadków pod koniec października, podczas gdy blisko 500 mniej zostało zgłoszonych tydzień wcześniej.

## Tło
Dżuma jest endemiczna dla centralnego płaskowyżu Madagaskaru, zazwyczaj występuje każdego roku jako choroba sezonowa w trakcie pory deszczowej. Ten wzór występuje od około 1990, z liczbą ofiar między 800 a 1500 rocznie. Rozpoczęcie trendu w 1990 związane było prawdopodobnie z załamaniem się środków kontrolnych w regionie od lat 50. XX wieku, w skład których wchodziły kampanie szczepień, polepszanie warunków mieszkaniowych, higieny publicznej, wykorzystywanie insektycydów oraz streptomycyny. Dżuma została przywleczona na wyspę z Indii w roku 1898.

## Wybuch
Epidemia wybuchła w sierpniu 2017 wraz ze śmiercią 31-letniego mężczyzny, podróżującego zatłoczonym busem w stronę stołecznej Antananarywy na centralnym płaskowyżu. Epidemia rozprzestrzeniła się szybko, przekazywana przeważnie w formie płucnej, z osoby na osobę (ponad 60% przypadków). 11 września wybuch epidemii potwierdziły miejscowe władze oraz malagski Instytut im. Pasteura. Władze określiły wybuch epidemii jako „dość niepokojący” z powodu gwałtownie rosnącej liczby przypadków na dzień, zaś wiele przypadków notowano w strefach miejskich gdzie ryzyko kontaktu z zarażonym jest większe. Odnotowano przypadki paniki w stolicy oraz przepełnienie głównego szpitala.
Liczba zgonów tej epidemii w połowie października przekroczyła liczbą ofiar poprzedniej epidemii z roku 2014. Większość przypadków dotyczyła formy płucnej. Forma dymieniczna, przekazywana przez ugryzienia pcheł żerujących na zarażonych gryzoniach, jest bardziej charakterystyczna dla corocznych wzrostów zachorowań na Madagaskarze. Rząd ogłosił czasowe zawieszenie zezwolenia na zgromadzenia publiczne w miejscach, gdzie trudno namierzyć konkretnego uczestnika (np. stadiony)
Do 8 listopada liczba zgonów wzrosła do 165, zaś liczba zakażonych do ponad 2000, ale prędkość wzrostu liczby infekcji spadła, wskazując że epidemię będzie można wkrótce opanować. Pozostały obawy o możliwość rozprzestrzenienia się epidemii na pobliskie kraje, bądź jej mutacji w formę bardziej oporną na stosowane terapie. Do 15 listopada odnotowano 171 zgonów oraz 2119 przypadków dżumy, ale nowych przypadków nie odnotowano od 28 października.

### Inne kraje
Dwanaście przypadków domniemanej dżumy pojawiło się na Seszelach kilka dni po śmierci 34-letniego mężczyzny, który niedawno przybył z Madagaskaru i rzekomo chorował na dżumę 10 października. Air Seychelles zawiesiło wszystkie loty na Madagaskar. Bardziej zaawansowane testy wykazały jednak, że mężczyzna nie zmarł na dżumę.
Południowoafrykański zawodnik koszykówki, który zaraził się dżumą w czasie turnieju na Madagaskarze, został z powodzeniem wyleczony i powrócił do domu. Nie zgłoszono rodzaju dżumy zawodnika, ale jeden ze śmiertelnych przypadków na Seszelach, który dotknął uczestnika tego samego turnieju, dotyczył odmiany płucnej.
Światowa Organizacja Zdrowia ostrzegła przed ryzykiem rozprzestrzenienia się epidemii do dziewięciu innych krajów Afryki i Oceanu Indyjskiego (Etiopia, Kenia, Tanzania, Mozambik, RPA, Seszele, Komory, Reunion i Mauritius), z powodu częstych kontaktów handlowych i podróży między Madagaskarem i tymi krajami.